# Kazein
Kazeín (iz latinskega no caseus, dob. 'sir') ali sirnína je glavna beljakovina v mleku prežvekovalcev (npr. v kravjem mleku). Kazein daje skuti, sirom in drugim mlečnim izdelkom po koagulaciji trdno konsistenco. V mleku je prisoten v obliki kalcijeve soli. Kazein koagulira v kislem okolju ali ob dodatku sirila (mešanica encimov), ne pa pri povišanju temperature. Tripsin odcepi od molekule kazeina fosfat vsebujoči pepton.
V molekuli kazeina je le malo sekundarnih ali terciarnih struktur, saj vsebuje veliko prolinskih ostankov, ki se ne povezujejo v višje strukture, in nič disulfidnih vezi. Zatorej kazein pri segrevanju ne denaturira. Je relativno hidrofoben in le slabo topen v vodi. V mleku se nahaja v obliki suspenzije in tvori tako imenovane kazeinske micele, ki imajo lastnosti, podobne micelom iz površinsko aktivnih snovi – hidrofilni deli molekul so obrnjeni navzven proti vodni fazi, hidrofobni deli pa se nahajajo v sredici. Kazeinske molekule združujejo v micele kalcijevi ioni in hidrofobne povezave. 
Izoelektrična točka kazeina znaša 4,6. Prečiščena beljakovina je v vodi ter v nevtralnih solnih raztopinah netopna, topi se pa v alkalnih raztopinah (na primer v raztopini natrijevega oksalata ali natrijevega acetata).

## Uporaba
Kazein sicer dobivamo v telo z mlekom, izoliran kazein pa se uporablja v različne namene: v industriji kot adheziv, vezivo, za izdelavo zaščitnih oblog in umetnih mas, kot aditiv v prehrani idr. Bodibilderji uporabljajo pripravke iz kazeina kot prehransko dopolnilo – kazein predstavlja počasi prebavljiv vir aminokislin.